# كأس مصر 1926–27
كأس مصر لكرة القدم 1926–27 ويعرف أيضًا بـكأس الأمير فاروق 1926–27 هو النسخة السادسة من أعلى بطولة إقصائية مصرية وهي كأس مصر لكرة القدم. لعب النهائي بين ناديي الأهلي والمصري، وهو النهائي الرابع الذي يلعبه الأهلي. انتهى النهائي بفوز الأهلي بنتيجة 5–0، ليتوج بذلك بثالث ألقابه في البطولة.

## النهائي
| 13 مايو 1927 النهائي | الأهلي                                       | 5–0   | المصري |  |
|                      | حسين حجازي · محمود مختار التتش · ممدوح مختار | تقرير |        |  |